# Естонски песенен фестивал
Естонският песенен фестивал (на естонски: üldlaulupidu) е музикален фестивал, в който хорове пеят на открито, провеждан на всеки 5 години в естонската столица Талин.
Провежда се на специална сцена на открито, наречена Талински песенни полета и събираща до 30 000 участници. По време на изпълненията на обединените хорове на сцената са едновременно 18 000 певци.
През 2003 г. ЮНЕСКО приема Балтийските песенни и танцови празненства в Списъка на нематериалното културно наследство на човечеството.
По време на всяко фестивално лято фестивален огън пътува от Тарту до Талин, преминавайки през цялата страна, олицетворявайки духа на пеенето и танцуването. При началото на фестивала фестивалният огън бива покачен до специално място до сцената и остава запален до края на празненствата.

## История
През XIX век Естония е провинция на Руската империя и говорещото естонски население е от нисшата класа, докато висшата класа е немскоговореща. През 1860-те започва Естонското национално възраждане. От 18 до 20 юни 1869 г. в Тарту Йохан Волдемар Янсен и обществото „Ванемуине“ организират първия песенен фестивал в Естония с участието на 51 мъжки хора, 5 духови оркестъра с общо 845 певци и музиканти. Първият песенен фестивал оказва важно влияние на Естонското национално движение.
От 1879 до 1910 г. се провеждат 6 песенни фестивала, които изиграват важна роля в националното културно и икономическо възраждане на Естония. След Първата естонска независимост фестивалите започват да се провеждат на всеки пет години от 1923 г. Традицията продължава до 1938 г., когато е прекъсната от Втората световна война, но е подновена през 1947 г. От 1950 г. фестивалите отново се провеждат на всеки пет години, като 1969 г. е изключение поради 100-годишнината на песенния фестивал.
4 от първите 5 (без 3-тия) фестивали се провеждат в Тарту, а останалите, започвайки от 1928 г., в Талин. През 1960 г., за 15-ия песенен фестивал, е построена нова сцена. През 1969 г., на фестивала по повод 100-годишнината от началото на фестивалите, е поставен рекорд за най-голям обединен хор, пял на сцената, състоящ се от 24 500 души. Обикновеният състав на хора се състои от 18 000 души, а екипът за провеждане на мероприятието е от 25 000 до 30 000 души. Има място за публика от над 100 000 зрители.
По време на Естонска ССР песенните фестивали са политически обвързани – изпълнителите трябва да изпълняват чуждестранни и пропагандистки песни, за да получат възможността да пеят и естонски песни. Естонската песен „Земя на моите бащи, земя, която обичам“ (Mu isamaa on minu arm) се превръща в неофициален химн на естонците по време на съветския период и с нейно изпълнение пред публика, изправена на крака, е закриван всеки песенен фестивал.
Пеенето играе обединителна роля в естонската борбата за национална независимост преди 1918 г. и по време на Естонската ССР в периода 1941 – 1991 г. През 1988 г. започва т. нар. „Пееща революция“, когато стотици хиляди души отправят политическите си искания на фестивалните полета и пеят заедно патриотични песни. През 1988 г. над 300 000 души участват в събитие, наречено „Песента на Естония“, когато естонската независимост за първи път е официално заявена.

## Галерия
- 2012 г., запалване на фестивалния огън
- Фестивалният огън през 2014 г.
- Пощенска марка за 100-год. на фестивала
- Фестивалът през 1980 г.